# Có phải em mùa thu Hà Nội
"Có phải em mùa thu Hà Nội" là một tác phẩm trữ tình của nhạc sĩ Trần Quang Lộc ra đời năm 1972, được phổ nhạc dựa trên bài thơ cùng tên của nhà thơ Tô Như Châu. Bài hát nổi tiếng qua tiếng hát của Hồng Nhung và Thu Phương. "Có phải em mùa thu Hà Nội" và "Về đây nghe em" là hai tác phẩm tiêu biểu nhất của nhạc sĩ này.

## Hoàn cảnh sáng tác
Nhà thơ Tô Như Châu sáng tác bài thơ "Có phải em mùa Thu Hà Nội" dài 320 chữ vào tháng 8 năm 1970 tại Đà Nẵng. Lúc đó ông rất "mê" những cô gái gốc Bắc di cư xõa tóc ngồi bên dương cầm và mơ tưởng về mùa thu Hà Nội. Đây là nguồn cảm hứng để ông sáng tác bài thơ này. Trần Quang Lộc quen biết Tô Như Châu khi cả hai giao lưu trong nhóm thơ Hàn Giang. Trong kỳ nghỉ hè về thăm nhà, Trần Quang Lộc được Tô Như Châu cho xem bài thơ vừa sáng tác viết về Hà Nội, đọc xong Trần Quang Lộc thấy có sự đồng cảm nên quyết định phổ nhạc bài thơ này. Ông không phổ nhạc hết bài thơ mà chỉ chọn lọc những câu thơ ông tâm đắc nhất.

## Ca sĩ thể hiện
"Có phải em mùa thu Hà Nội" được Thái Thanh thể hiện lần đầu tiên. Một thời gian sau, chính quyền chế độ cũ ra lệnh cấm biểu diễn và thu hồi bản thu âm vì cho rằng ca từ trong bài hát làm gợi nhớ đến Cách mạng Tháng Tám. Trần Quang Lộc bị cảnh sát gọi lên "chỉnh đốn" rồi gán cho ông là "thân cộng sản", thẻ căn cước của ông bị in số màu đen để nhận biết "phần tử" đặc biệt thay vì số thẻ căn cước có màu đỏ. Bài hát từ đó ít được phổ biến.
Đến năm 1994, bài hát như được 'hồi sinh' khi Hồng Nhung thực hiện album Chợt nghe em hát gồm các tình khúc của Trần Quang Lộc và Lã Văn Cường. Nhạc sĩ Đức Trí phụ trách sản xuất và soạn hòa âm đề nghị đưa bài hát này vào album. Đĩa nhạc sau đó đạt kỷ lục khi bán được 30 ngàn bản chỉ trong một tuần đồng thời gắn với tên tuổi của Hồng Nhung. Đến năm 1997, Thu Phương lần đầu trình diễn lại nó trong chuyến lưu diễn của Nhà hát Tuổi trẻ tại Thành phố Hồ Chí Minh và gây sự chú ý tới công chúng. Cô được coi là người thể hiện thành công nhạc phẩm này với nhiều giải thưởng. "Có phải em mùa thu Hà Nội" còn được một số ca sĩ thể hiện như Lam Trường, Tuấn Ngọc, Thanh Lam và Ý Lan.
Tại đêm nhạc "Bản tình ca mùa thu" diễn ra ở Hà Nội. Mỹ Tâm thể hiện bài hát này cùng bản hit do cô sáng tác "Đừng hỏi em". Trong chương trình Cuộc hẹn cuối tuần, Thu Phương thể hiện "Có phải em mùa thu Hà Nội" cùng các nhạc phẩm gắn liền với sự nghiệp của cô. "Có phải em mùa thu Hà Nội" còn góp mặt trong album của các ca sĩ Nguyễn Ngọc Anh, Thu Hường.

## Đánh giá
"Có phải em mùa thu Hà Nội" là một trong những bài hát hay nhất viết về mùa thu Hà Nội và quen thuộc với người nghe. Theo báo VTC News, dù ca từ trong nhạc phẩm không đề cập tới địa danh cụ thể nào của Hà Nội nhưng "bất cứ ai cũng thấy thấm đẫm và nao lòng, xao xuyến nhớ về nơi này". Trọng Thịnh của báo Tiền phong nhận định, "dù nhà thơ lẫn nhạc sĩ đều chưa từng đến Hà Nội nhưng họ đã làm nên tác phẩm tuyệt vời về mùa thu Hà Nội". Mộc Hương của báo Tài Nguyên và Môi trường khen việc nhạc sĩ đã chọn lọc ý thơ, sắp xếp lại một số ca từ khiến bài hát trở thành một "ẩn số thú vị".